# L'Hebdo Show
L'Hebdo Show est une émission de télévision française présentée par Arthur et diffusée sur TF1 du 29 avril 2016 au 27 mai 2016.
L'émission a été diffusée pour une durée de 5 semaines en seconde partie de soirée. À partir du 6 juin 2016, l'émission est passée en quotidienne en direct à 17 h sous le nom de Cinq à sept avec Arthur. À la suite de diverses difficultés et de l'Euro 2016, l'émission est coupée en deux parties (Cinq à sept Les Rois de l'Actu puis Cinq à sept avec Arthur) et finalement arrêtée le 1er juillet.

## Concept
Dans cette émission, Arthur revient sur l'actualité télévisée de la semaine avec ses chroniqueurs qu'Arthur désigne sous le terme de "talents".
Grâce à un mur composé d’écrans connectés en direct, 24 téléspectateurs français réagissent depuis chez eux. Deux invités sont présents à chaque émission, qui se livrent à des jeux, quiz, micro-trottoirs ou encore parodies. Au cours de l'émission, un troisième invité rejoint les deux premiers, grâce au « happening » « Kikesoumakwette ? ».
L'émission se termine par un bandeau « flash » multicouleurs avec écrit « À la semaine prochaine », qui descend verticalement sur Arthur.
L'émission est une phase test de l'émission de pré-access qui sera normalement diffusée sur TF1 à la rentrée de septembre 2016, Cinq à sept avec Arthur. Si les audiences de cette émission sont convaincantes, elle sera programmée à 17 h dès septembre, pour contrer l'effet Touche pas à mon poste !. En effet, TF1 fait face à une baisse de ses audiences d'« access » depuis désormais plus d'un an. Les premiers scores du programme sont encourageants, avec 2,2 millions de téléspectateurs pour la première émission et 1,9 million pour la seconde. La 4e émission diffusée le vendredi 20 mai 2016 a réalisé la plus mauvaise audience du programme avec 1.724.000 téléspectateurs et 17,3 % de PDA. Ce score est largement inférieur à la moyenne générale de la chaîne TF1 d'avril 2016 qui s'établit à 20,2 %.

## Animations
- Le Kikesoumakwette ? : Une personnalité se cache sous une couette, les chroniqueurs doivent la découvrir.
- Cartman in the street : L'humoriste Cartman, pose des questions sur des sujets du quotidien à des inconnus dans la rue (infidélité...).
- Les infos Pastureau : Tanguy Pastureau réagit avec humour de l'actualité
- L'instadrame de Charlotte Namura : Charlotte Namura parle des tendances sur les réseaux sociaux
- Le portrait craché de Walter : L'humoriste Walter fait la biographie des invités.

## Chroniqueurs
Chroniqueurs autour de la table durant l'émission
- Artus, comédien et humoriste (de avril à mai 2016)
- Christophe Beaugrand, animateur de télévision et de radio (de avril à mai 2016)
- Leïla Ben Khalifa, mannequin, comédienne, animatrice de télévision, gagnante de Secret Story 8 (mai 2016)
- Christine Bravo, animatrice de télévision et de radio (de avril à mai 2016)
- Bruno Guillon, animateur de télévision et de radio (de avril à mai 2016)
- Jarry, humoriste et metteur en scène (de avril à mai 2016)
- Manu Levy, animateur de radio et de télévision (mai 2016)
- Charlotte Namura, journaliste sportive (de avril à mai 2016)
- Kevin Razy, comédien et humoriste (mai 2016)
- Carole Rousseau, Animatrice de télévision (mai 2016)
- Thomas Séraphine, comédien et humoriste (mai 2016)
- Titoff, comédien et humoriste (de avril à mai 2016)

Chroniqueurs intervenants
- Cartman, comédien, animateur de radio et de télévision (de avril à mai 2016)
- Thérèse Hargot, sexologue (de avril à mai 2016)
- Tanguy Pastureau, humoriste (de avril à mai 2016)
- Frédéric Restagno, physicien (avril 2016)
- Maxime Tabart, magicien (mai 2016)
- Walter, humoriste (de avril à mai 2016)

## Liste des émissions
| No | Date          | Présentateur | Invités                                                                     | Chroniqueurs                                                                                               | Intervenants (dans l'ordre)                                            |
| -- | ------------- | ------------ | --------------------------------------------------------------------------- | --- | ---------------------------------------------------------------------- |
| 1  | 29 avril 2016 | Arthur       | Rayane Bensetti, Guillaume de Tonquédec et Hélène Rollès                    | Artus, Christophe Beaugrand, Christine Bravo, Jarry, Titoff, Charlotte Namura et Bruno Guillon             | Tanguy Pastureau, Frédéric Restagno, Thérèse Hargot, Cartman et Walter |
| 2  | 6 mai 2016    | Arthur       | Philippe Geluck, Dany Boon et Fauve Hautot                                  | Artus, Christophe Beaugrand, Christine Bravo, Jarry, Titoff, Carole Rousseau et Manu Levy                  | Cartman, Tanguy Pastureau, Walter et Thérèse Hargot                    |
| 3  | 13 mai 2016   | Arthur       | Élie Semoun, Jeff Panacloc et Marco (Jarry, Marianne James, Amir en duplex) | Artus, Christine Bravo, Titoff, Thomas Séraphine, Charlotte Namura, Leïla Ben Khalifa et Bruno Guillon     | Cartman, Tanguy Pastureau et Walter                                    |
| 4  | 20 mai 2016   | Arthur       | Marianne James et Amir                                                      | Titoff, Christine Bravo, Christophe Beaugrand, Kevin Razy, Jarry, Charlotte Namura et Manu Levy            | Tanguy Pastureau, Thomas Séraphine et Walter                           |
| 5  | 27 mai 2016   | Arthur       | Jérôme Commandeur et Alexandra Lamy                                         | Titoff, Christine Bravo, Christophe Beaugrand, Cartman, Charlotte Namura, Bruno Guillon et Carole Rousseau | Tanguy Pastureau, Cartman, Walter et Maxime Tabart                     |

## Audiences
| Saison   | Émission | Date et horaire de diffusion     | Audience moyenne          | Audience moyenne | Références |
| Saison   | Émission | Date et horaire de diffusion     | Nombre de téléspectateurs | PDM              | Références |
| -------- | -------- | -------------------------------- | ------------------------- | ---------------- | ---------- |
| Saison 1 | 1        | 29 avril 2016 (22 h 45 – 0 h 30) | 2 186 000                 | 20,8 %           | [ 8 ]      |
| Saison 1 | 2        | 6 mai 2016 (22 h 45 – 0 h 40)    | 1 920 000                 | 20,4 %           | [ 9 ]      |
| Saison 1 | 3        | 13 mai 2016 (22 h 40 – 0 h 35)   | 1 905 000                 | 18,6 %           | [ 10 ]     |
| Saison 1 | 4        | 20 mai 2016 (22 h 50 – 0 h 40)   | 1 724 000                 | 17,3 %           |            |
| Saison 1 | 5        | 27 mai 2016 (23 h 50 - 1 h 45)   | 1 143 000                 | 20,5 %           | [ 11 ]     |

Légende

Les plus hauts chiffres d'audience

Les plus bas chiffres d'audience